# Cristian Roldan
Cristian Roldan, né le 3 juin 1995 à Pico Rivera en Californie, est un joueur international américain de football. Il évolue au poste de milieu de terrain avec les Sounders de Seattle en MLS.

## Biographie

### Carrière en club
En 2013, Cristian est élu meilleur joueur de soccer du pays, dans la catégorie High school. Il intègre alors l'Université de Washington à Seattle, et rejoint les Huskies en NCAA.
Portée par ses performances au niveau universitaire, Roldan anticipe son passage professionnel et signe un contrat Génération Adidas avec la MLS. Il est ainsi repêché par les Sounders de Seattle en 16e position lors de la MLS SuperDraft 2015.

### Carrière internationale
Le 1er juillet 2021, il est retenu dans la liste des vingt-trois joueurs américains sélectionnés par Gregg Berhalter pour disputer la Gold Cup 2021. Il est remplaçant lors de la finale contre le Mexique le 1er août et entre en jeu durant la seconde période. Les États-Unis s'imposent finalement sur un but de Miles Robinson en prolongations, remportant donc son deuxième titre international,,.
Le 9 novembre 2022, il est sélectionné par Gregg Berhalter pour participer à la Coupe du monde 2022.

## Palmarès
| Sounders de Seattle (2)                                                                                | États-Unis (2)                                             |
| --- | ---------------------------------------------------------- |
| - Coupe MLS : - Vainqueur : 2016 et 2019 - Finaliste : 2017 et 2020 - Leagues Cup : - Finaliste : 2021 | - Gold Cup : - Vainqueur : 2017 et 2021 - Finaliste : 2019 |

## Statistiques
| Saison                | Club                  | Championnat           | Championnat | Championnat | Coupe(s) nationale(s) | Coupe(s) nationale(s) | Compétition(s) continentale(s) | Compétition(s) continentale(s) | Compétition(s) continentale(s) | Séries | Séries | Coupe du monde des clubs | Coupe du monde des clubs | États-Unis | États-Unis | Total | Total |
| Saison                | Club                  | Division              | M.          | B.          | M.                    | B.                    | Comp.                          | M.                             | B.                             | M.     | B.     | M.                       | B.                       | M.         | B.         | M.    | B.    |
| 2015                  | Sounders de Seattle   | MLS                   | 22          | 0           | 1                     | 0                     | LCC                            | 4                              | 0                              | 3      | 0      | -                        | -                        | -          | -          | 30    | 0     |
| 2016                  | Sounders de Seattle   | MLS                   | 33          | 4           | 3                     | 1                     | LCC                            | 2                              | 0                              | 6      | 0      | -                        | -                        | -          | -          | 44    | 5     |
| 2017                  | Sounders de Seattle   | MLS                   | 33          | 6           | 0                     | 0                     | -                              | -                              | -                              | 5      | 0      | -                        | -                        | 1          | 0          | 39    | 6     |
| 2018                  | Sounders de Seattle   | MLS                   | 34          | 4           | 0                     | 0                     | LCC                            | 4                              | 0                              | 1      | 0      | -                        | -                        | 4          | 0          | 43    | 4     |
| 2019                  | Sounders de Seattle   | MLS                   | 29          | 6           | 0                     | 0                     | -                              | -                              | -                              | 4      | 0      | -                        | -                        | 14         | 0          | 47    | 6     |
| 2020                  | Sounders de Seattle   | MLS                   | 23          | 2           | -                     | -                     | LCC                            | 2                              | 1                              | 4      | 0      | -                        | -                        | 0          | 0          | 29    | 3     |
| 2021                  | Sounders de Seattle   | MLS                   | 28          | 6           | -                     | -                     | LC                             | 3                              | 1                              | 1      | 0      | -                        | -                        | 11         | 0          | 43    | 7     |
| 2022                  | Sounders de Seattle   | MLS                   | 26          | 4           | 0                     | 0                     | LCC                            | 8                              | 1                              | 0      | 0      | -                        | -                        | 2          | 0          | 36    | 5     |
| 2023                  | Sounders de Seattle   | MLS                   | 9           | 2           | -                     | -                     | -                              | -                              | -                              | -      | -      | 1                        | 0                        | 5          | 0          | 15    | 2     |
| Total sur la carrière | Total sur la carrière | Total sur la carrière | 237         | 34          | 4                     | 1                     | -                              | 23                             | 3                              | 24     | 0      | 1                        | 0                        | 37         | 0          | 326   | 38    |